# Binär matris
En binär matris, eller en noll-ett matris, är en matris vars element bara består av 1:or eller 0:or. 

## Boolska operatorer
De boolska operatorerna ∧ (och) och ∨ (eller) definieras för vanliga boolska variabler b1 och b2 genom:
- b1 ∧ b2 är 1 om både b1 = 1 och b2 = 1, annars 0.
- b1 ∨ b2 är 1 om minst en av b1 och b2 är 1, annars 0.

Definition av Boolska operatorer för matriser.
Låt {\displaystyle A=[a_{ij}]} och {\displaystyle B=[b_{ij}]} vara binära matriser med lika antal rader och kolonner. Då definieras A ∨ B och A ∧ B som {\displaystyle A\lor B=[a_{ij}\lor b_{ij}]} resp {\displaystyle A\land B=[a_{ij}\land b_{ij}].}

### Exempel
Vi har två 1-0 matriser A och B.
{\displaystyle A={\begin{bmatrix}1&0&1\\0&1&0\end{bmatrix}}\ \ B={\begin{bmatrix}0&1&0\\1&1&0\end{bmatrix}}}
Om vi väljer att förena A och B (A ∨ B)
{\displaystyle A\lor B={\begin{bmatrix}1\lor 0&0\lor 1&1\lor 0\\0\lor 1&1\lor 1&0\lor 0\end{bmatrix}}={\begin{bmatrix}1&1&1\\1&1&0\end{bmatrix}}}
Om vi väljer att A och B ska mötas (A ∧ B)
{\displaystyle A\land B={\begin{bmatrix}1\land 0&0\land 1&1\land 0\\0\land 1&1\land 1&0\land 0\end{bmatrix}}={\begin{bmatrix}0&0&0\\0&1&0\end{bmatrix}}}

## Boolska produkten
Låt nu A vara en m×k 0-1 matris och b en k×n 0-1 matris. Då definieras den boolska produkten av A och B betecknad A ⊙ B som m×n-matrisen C med {\displaystyle C_{ij}=(a_{i1}\land b_{1j})\lor (a_{i2}\land b_{2j})\lor \dots \lor (a_{ik}\land b_{kj})}

## Rekonstruktion från rad- och kolonnsummor
Om elementen i en binär matris kan återskapas från dess rad- och kolonnsummor kallas den på engelska en "lonesum"-matris. 
Antalet distinkta n×k-matriser med denna egenskap ges av polybernoullitalet {\displaystyle B_{n}^{(-k)}}, där
{\displaystyle B_{n}^{(k)}=\sum _{m=0}^{n}(-1)^{n+m}m!\left\{{\begin{matrix}n\\m\end{matrix}}\right\}(m+1)^{-k}}
och {\displaystyle \left\{{\begin{matrix}n\\m\end{matrix}}\right\}} betecknar ett andra ordningens stirlingtal.